# Carregal do Sal
Carregal do Sal est une municipalité (en portugais : concelho ou município) du Portugal, située dans le district de Viseu et la région Centre.

## Histoire
La municipalité a été créée en 1836, en remplacement des anciennes municipalités de Currelos et Oliveira do Conde (cette dernière réunissait, outre la freguesia d'Oliveira do Conde, celles de Beijos et Cabanas de Viriato).

## Géographie
Carregal do Sal est limitrophe :
- au nord, de Viseu,
- au nord-est, de Nelas,
- au sud-est, d'Oliveira do Hospital et Tábua,
- à l'ouest de Santa Comba Dão,
- au nord-ouest de Tondela.

## Démographie
| 1801 | 1849  | 1900   | 1930   | 1960   | 1981   | 1991   | 2001   | 2004   |
| ---- | ----- | ------ | ------ | ------ | ------ | ------ | ------ | ------ |
| -    | 8 650 | 14 106 | 14 946 | 13 468 | 11 137 | 10 992 | 10 411 | 10 555 |

| 2011  | - | - | - | - | - | - | - | - |
| ----- | - | - | - | - | - | - | - | - |
| 9 835 | - | - | - | - | - | - | - | - |

## Subdivisions
La municipalité de Carregal do Sal groupe 7 paroisses (freguesia, en portugais) :
- Beijós
- Cabanas de Viriato
- Currelos (Carregal do Sal)
- Oliveira do Conde (Carregal do Sal)
- Papízios
- Parada
- Sobral, auparavant nommée Sobral de Papízios